# Wick (Schottland)
Die Hafenstadt Wick, schottisch-gälisch: Inbhir Ùige, Scots: Week, liegt an der nordöstlichen Küste von Schottland etwa 410 km nördlich von Edinburgh. Das 7155 Einwohner zählende Wick ist der Hauptort der Grafschaft Caithness. Der Name Wick ist offenbar vom nordischen Wort für Bucht abgeleitet.

## Geographie
Die Stadt erstreckt sich um den Hafen am Mündungstrichter des gleichnamigen kleinen Flusses. Eine Eisenbahnlinie, die Far North Line, verbindet Wick mit dem Süden sowie mit dem nordwestlich gelegenen Thurso. Nördlich der Stadt befindet sich ein Regionalflughafen, der den Norden Schottlands mit der schottischen Hauptstadt Edinburgh und über Aberdeen mit den englischen Flughäfen East Midlands, Humberside, Norwich und Teesside verbindet, ferner besteht eine Route nach Sumburgh auf den Shetland-Inseln.

## Geschichte
Wick fiel mit dem Friedensvertrag von Perth 1266 an Schottland. Die Geschichte von Wick reicht bis in die Zeit der Wikinger bzw. Norweger zurück. Ein Überbleibsel dieser Zeit ist die Ruine des Castle of Old Wick, etwa einen Kilometer südlich der Stadt. Die Burg wurde vermutlich von Harald Maddadson, dem Earl of Caithness, im 12. Jahrhundert gebaut und ist damit eines der ältesten Castles aus Stein in Schottland. Zu dieser Zeit hatten die Könige von Norwegen größeren Einfluss auf das Gebiet als die schottischen. Um den einzig erhaltenen Turm herum befanden sich weitere Gebäude: Halls, Unterkünfte, Küchen, Back- und Brauhäuser, Ställe usw. Die kleine Halbinsel, auf der das Castle liegt, wird durch einen heute unscheinbaren, künstlichen Graben geschützt. Am 1. April 1940 warf ein deutsches Flugzeug zwei Bomben auf Wick, wobei 15 Menschen ums Leben kamen und in der Bank Row vier Geschäfts- und vier Wohnhäuser zerstört sowie in der Rose Street Häuser erheblich beschädigt wurden. Die Ortsgeschichte Wicks ist im heimatgeschichtlichen Wick Heritage Centre dargestellt.
Der Hafen erlangte mit dem Boom der Heringsfischerei im ausgehenden 18. Jahrhundert seine größte Blüte; heute dient er als Öl- und Fährhafen. Der Ebenezer Place im Zentrum gilt mit einer Länge von zwei Metern und sechs Zentimetern laut Guinness-Buch der Rekorde als kürzeste Straße der Welt. Wick ist Sitz der bekannten Whisky-Destillerie Old Pulteney, gegründet 1826 auf der Höhe des bereits genannten Heringsbooms.

## Söhne und Töchter der Stadt
- Henry Adam (* 1964), britischer Theaterautor
- William Barclay (1907–1978), presbyterianischer Geistlicher, Neutestamentler und Autor
- Magnus Cormack (1906–1994), australischer Politiker
- John Gow (um 1698–1725), Pirat
- Henry Horne, 1. Baron Horne (1861–1929), General im Ersten Weltkrieg
- Charlotte McShane (* 1990), Triathletin
- Evan Oliphant (* 1982), Radrennfahrer
- Alexander Henry Rhind (1833–1863), Archäologe, Entdecker des Papyrus Rhind

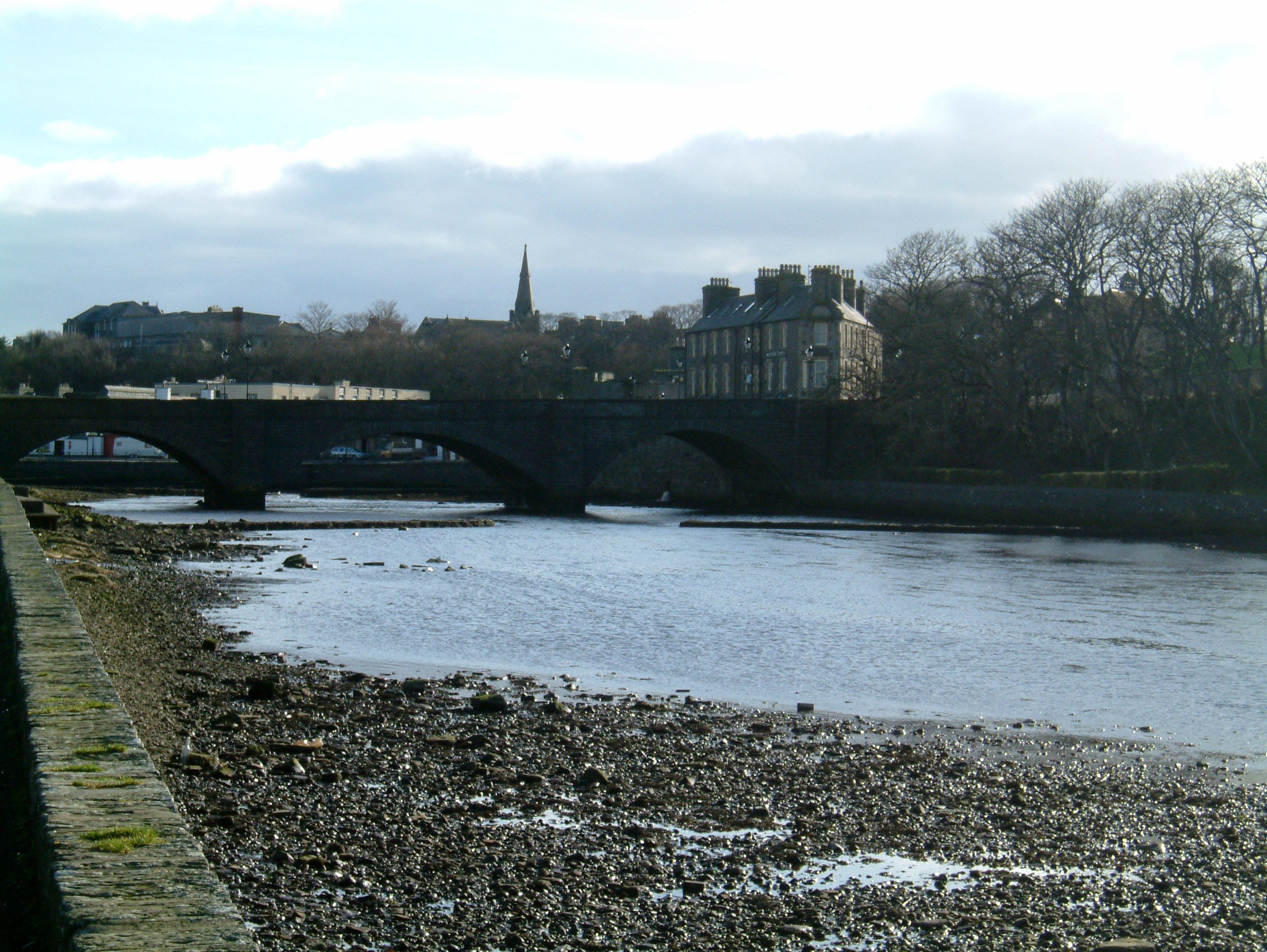
Wick River und Bridge Street
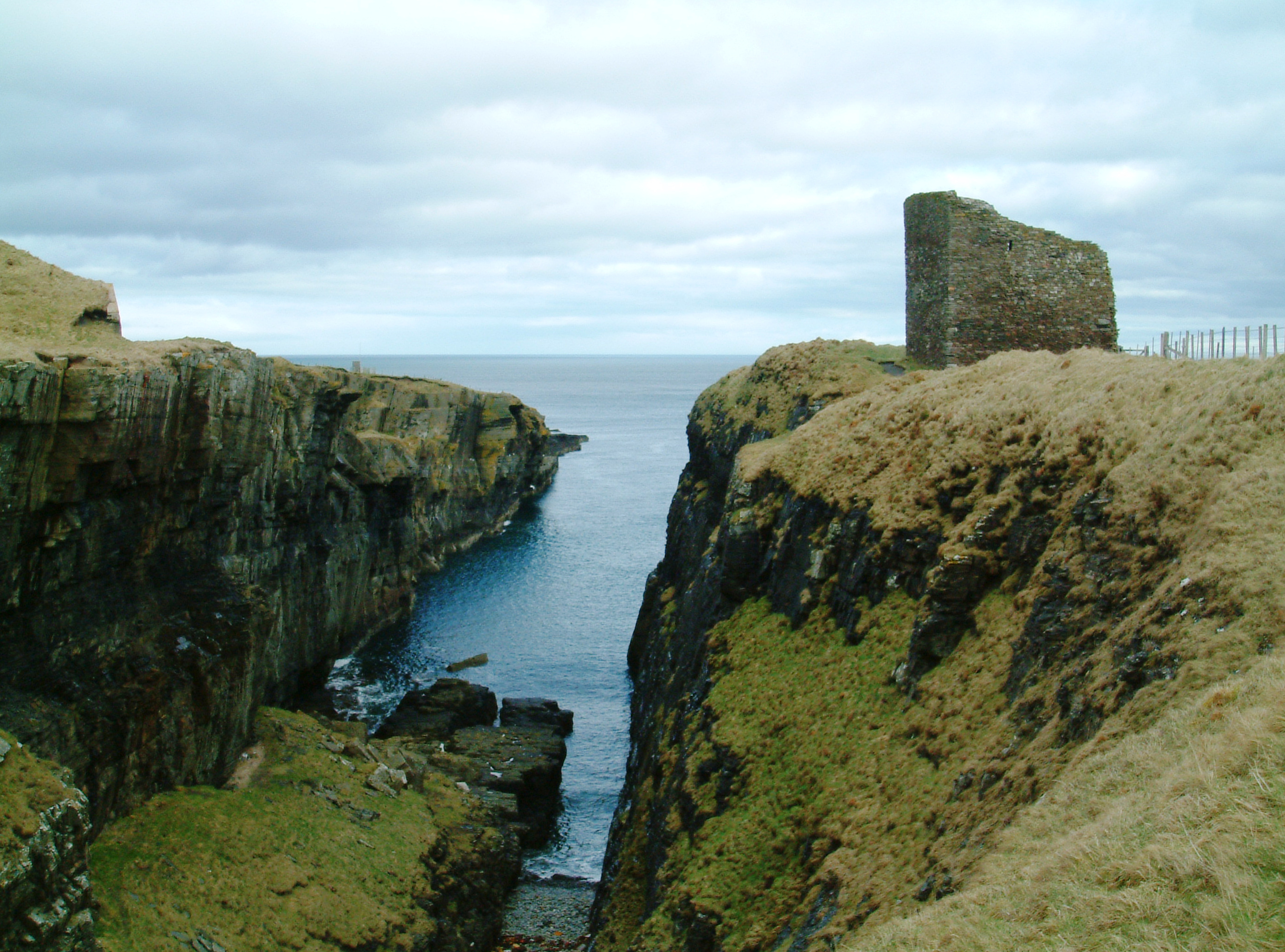
Castle of Old Wick
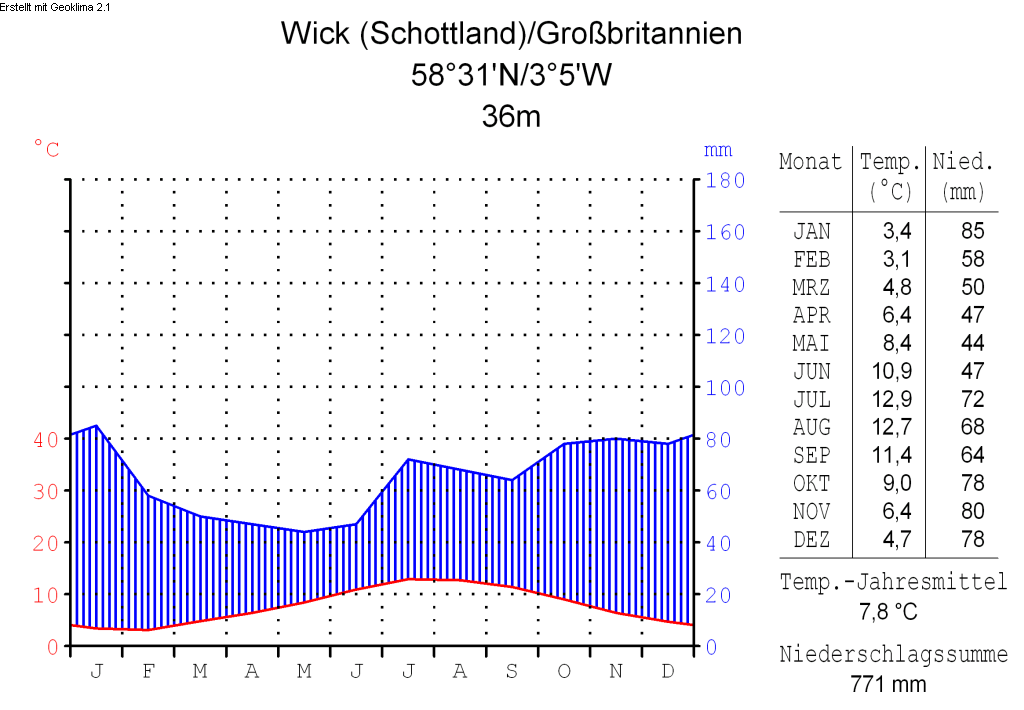
Klimadiagramm von Wick
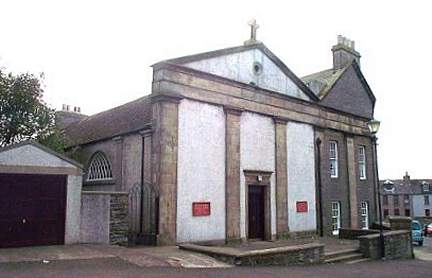
Katholische St.-Joachim-Kirche
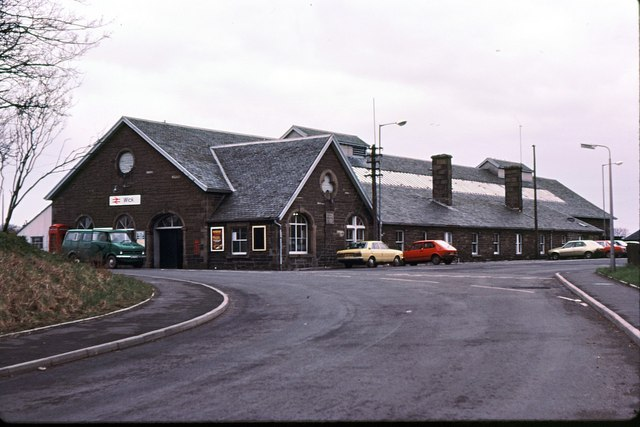
Bahnhof
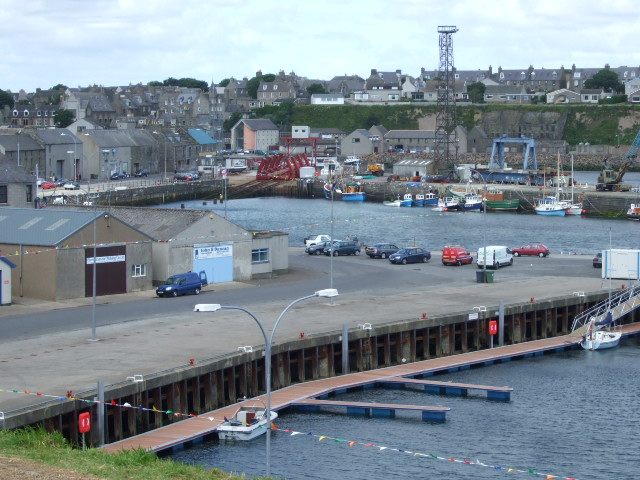
Hafen
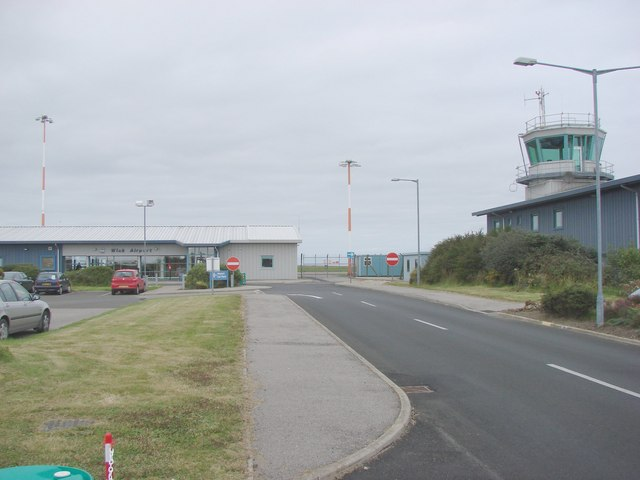
Flugplatz
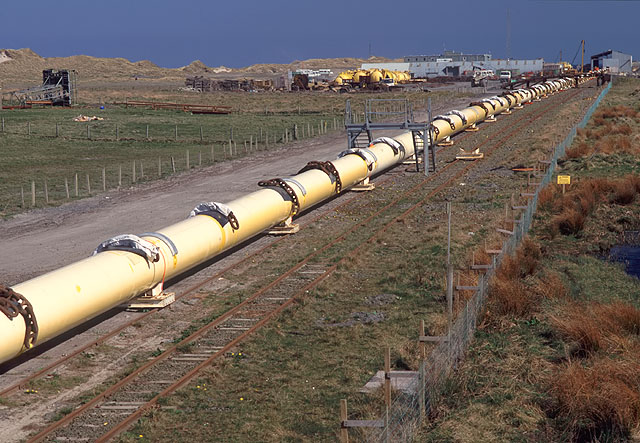
Subsea 7 Pipeline Bundle Fabrication Site